# سكوت برازيل
سكوت برازيل (بالإنجليزية: Scott Brazil)‏ هو منتج تلفزيوني ومخرج أمريكي، ولد في 12 مايو 1955 في مقاطعة ساكرامينتو في الولايات المتحدة، وتوفي في 17 أبريل 2006 في شيرمان أوكس في الولايات المتحدة بسبب تصلب جانبي ضموري.

## وصلات خارجية
- سكوت برازيل على موقع IMDb (الإنجليزية)
- سكوت برازيل على موقع قاعدة بيانات الفيلم (الإنجليزية)